# Braunaubach
Braunaubach är ett vattendrag i Österrike. Det ligger i förbundslandet Niederösterreich, i den nordöstra delen av landet, 120 km nordväst om huvudstaden Wien.
I omgivningarna runt Braunaubach växer i huvudsak blandskog. Runt Braunaubach är det ganska glesbefolkat, med 48 invånare per kvadratkilometer.